# Хельвиг, Ганс
Ганс Хельвиг  (25 сентября 1881 года — 24 августа 1952 года) — комендант концентрационного лагеря Заксенхаузен (август 1937—1938), бригадефюрер СС.

## Биография
Родился в Хемсбахе, сын лесника и младший из его 15 детей.

Работал каменщиком, в возрасте 19 лет был призван в армию; дослужился до звания старшего сержанта и был уволен в запас; но через несколько месяцев его гражданской жизни началась Первая мировая война, и Хельвиг был вновь призван, попав служить в тот же батальон. Он повидал и Западный и Восточный фронты Первой мировой.

## Политическая карьера
Хельвиг начал карьеру в нацистской политике после того, как Гиммлер лично одобрил его кандидатуру перед Гитлером. На федеральных выборах Германии в июле 1932 года он был избран в качестве делегата в Рейхстаг (Reichstag), хотя нет никаких данных о каких-либо его достижениях во время его краткого пребывания в этой структуре власти.

## Комендант
Ганс Хельвиг — комендант концентрационного лагеря Заксенхаузен с августа 1937 по 1938 год.
За долгую военную службу он сначала служил командиром добровольческого батальона, а затем полка СС. После захвата власти нацистами он был назначен начальником Брухзальской тюрьмы (Bruchsal), но в этой должности он долго не продержался. После нервного срыва он ушел из CC, но тут выяснилось, что его пенсия составляет менее 202 марок в месяц. Хельвиг быстро оправился от проблем со здоровьем и постарался вернуться в СС, куда он был неохотно принят, — во многом, на основании его долгой службы (которая давала ему право на Золотой партийный знак НСДАП) и лояльности.
На этот момент было непонятно, какую должность Хельвиг мог бы занять в СС, и вышестоящий офицер написал личное письмо Гиммлеру на этот счёт. В письме было предположение, что его тюремный опыт может сделать возможным для него командовать концлагерем — Гиммлер согласился с этим предложением, и сделал Хельвига комендантом женского концлагеря Лихтенбург (Lichtenburg).

В июле 1937 года он сменил Карл Отто Коха на должности коменданта концлагерь Заксенхаузена, и вскоре был выдвинут в качестве кандидата для продвижения рекомендацией Теодора Эйке, который изначально не хотел видеть Хельвиг в роли своего подчинённого.

Как и у всех комендантов Заксенхаузена, командование Хелвига было отмечено его жестокостью — о чём он как-то, напившись, похвалялся в баре.
Хельвиг потерял свою должность в следующем году вследствие столкновения между иерархией СС и министром юстиции Францем Гюртнером — из-за нетщательного соблюдения протокола. Заключенный Заксенхаузена, Йоханнес Винярц (Winiarz) подвергся принудительной кастрации в лагере, но выяснилось, что операция не была одобрена судьёй, — а Винярц не имел никаких шансов на обжалование: выполнение обоих требований было обязательным в таких случаях. Гиммлер возложил вину на Эйке, который, в свою очередь, утверждал, что это произошло по вине Хельвига, который, дескать, перепутал приказы из-за большой загрузки, связанной с внезапным наплывом новых заключённых в то время. Эйке сообщил Гиммлеру, что 57-летний Хелвиг был 
«совершенно дряхлым... и морально, и физически»
 и рекомендовал отстранить его от должности коменданта.

Вскоре Хельвига на этом посту сменил Герман Барановски.

## Дальнейшие годы
Его позиция в качестве партийного лоялиста гарантировала, что СС продолжал помогать ему найти работу, — и после нескольких неудачных попыток он нашел должность в организации Тодта, которая соответствовала его талантам. Основываясь на опыте Восточного фронта, он руководил строительством топливного лагеря, также выполнявшего роль лагеря для советских военнопленных. Ветеран, который к этому времени был бригадефюрером СС, несмотря на то, что ранее он был представлен Эйке как «не офицерский материал»[уточнить], закончил войну в качестве офицера связи между северным командованием вермахт и штаб-квартирой Гиммлера.

### После войны
Хельвиг оставался активным членом своей местной протестантской церкви в Хемсбахе на протяжении всей своей карьеры в СС.

Ганс Хельвиг умер в родном городе в 1952 году — до того, как против него успели бы быть возбуждены судебные дела.

### Звания СС
| Helwig's SS Ranks | Helwig's SS Ranks  |
| Date              | Rank               |
| ----------------- | ------------------ |
| 28 May 1929       | Анвертер СС        |
| 24 October 1929   | Труппфюрер СС      |
| 10 April 1930     | Штурмфюрер СС      |
| 30 November 1930  | Штурмбаннфюрер СС  |
| 13 July 1931      | Штандартенфюрер СС |
| 12 September 1937 | Оберфюрер СС       |
| 5 June 1944       | Бригадефюрер СС    |

### Награды
- Золотой партийный значок НСДАП.